# Луценко Валентин Михайлович
Валенти́н Миха́йлович Луце́нко (21 серпня 1939 р., Іркутськ, СРСР) — радянський і український балетмейстер, керівник народний самодіяльний ансамбль танцю "Черкащанка" Черкаський Національний університет ім. Б. Хмельницького. Заслужений працівник культури України. Нагороджений Почесною Грамотою Президії Верховної ради Української РСР

## Життєпис
Народився 21 серпня 1939 р. у м. Іркутськ у сім'ї сибірських будівельників. Родове коріння Валентина Луценка має українське походження та знаходиться в с. Роги на Маньківщині (Черкаська область). Дід Трохим мав 11 дітей і був заможним господарем: обробляв 50 га землі, утримував коней та корів. У часи колективізації сім'ю затаврували як «куркульську» та піддали репресіям, у голодному 1933 році її члени залишилися без засобів до існування. Дідусь помер, але каральна машина СРСР на цьому не зупинилася: старшого сина Михайла (батька В. М. Луценка) вислали в Іркутськ.
Майбутній хореограф народився напередодні Другої світової війни. Батька забрали на фронт, а вже восени 1941 року прийшла звістка, що він «пропав безвісти». Мати так і не змогла після цього оговтатися і збожеволіла, коли синові не виповнилося і трьох років. Відтоді він її не бачив, швидше за все померла у психіатричній лікарні. Валентина взяли на виховання родичі, а через деякий час повернувся батько.
1946 року разом із батьком приїхав в Україну. Спочатку в рідне татове село Роги, а потім — у місто Ватутіне. Із 5-го класу відвідував танцювальний гурток у Ватутінському будинку культури. Керівником гуртка був Микола Петрович Доронін. Він порадив Валентину Луценку, як кращому своєму учню, стати танцюристом.
Закінчив Луганську школу ФЗУ будівельного профілю. Після навчання повернувся у Ватутіне, працював у будівельному управлінні.
Навчався у студії Національного заслуженого академічного ансамблю танцю України імені Павла Вірського
У 1956 р. Валентин Луценко переїжджає у Черкаси.

## Творча діяльність
З 1956 р. працює танцюристом у Черкаський народний хор. Танцювальною партнеркою була дружина керівника хору Авдієвський А. Т. Майя Довгаль.
Служба в Радянська Армія, де виступає у Ансамблі пісні і танцю двічі Червонопрапорного Балтійського флоту.
Після служби знову повертається у Черкаський заслужений народний хор.
Із 1964 р. працює солістом балету у Черкаський обласний музично-драматичний театр ім. Т. Г. Шевченка. Із 1977 р. по 1988 р. — головний балетмейстер театру.
У 1967 р. у складі Черкаський заслужений народний хор став лауреатом Всесвітній фестиваль молоді у Москва і був нагороджений медаллю.
Автор близько 25 постановок до спектаклів: «Назар Стодоля», «За двома зайцями», «Кайдашева сім'я», «Безталанна», «Конотопська відьма» та ін. Паралельно із роботою у театрі з 1970 р. очолює народний самодіяльний ансамбль танцю «Черкащанка». З 1988 р. — йде з театру й очолює ансамблю «Черкащанка».
Основа репертуару — танцювальні композиції та танці народів України й світу: хореографічні композиції «Квіти України», «Розпрягайте хлопці коні», танки «Козачок», «Паняночки», болгарський, молдавський, литовський та ін.
Разом з ансамблем «Черкащанка» був на гастролях у Польща, Німеччина, Румунія, Чехія, Словаччина, Болгарія, Сирія.
Постановник танців: «Привітальна», «Троїсті музики», «Козаки», «Червона калина», «Удовицю я любив», «Біля ставу», «Український ліричний», «Гопак»

## Нагороди
- Почесна Грамота Президії Верховної Ради Української РСР
- Заслужений працівник культури України
- Почесна Грамота Кабінету міністрів України